# Dieterlea fusiformis
Dieterlea fusiformis är en gurkväxtart som beskrevs av Emily Jane Lott. Dieterlea fusiformis ingår i släktet Dieterlea och familjen gurkväxter. Inga underarter finns listade i Catalogue of Life.